# Église Saint-Nicolas (Esbjerg)
Pour les articles homonymes, voir Église Saint-Nicolas.
L'église Saint-Nicolas d'Esbjerg (danois : Sankt Nikolai Kirke) est une église catholique située dans la ville d'Esbjerg, dans la région du Danemark du Sud au Danemark.

## Histoire
Construite à l'initiative et sur les fonds de la communauté catholique (minoritaire), l'église Saint-Nicolas d'Esbjerg est l’œuvre de l'architecte danois Johan Otto von Spreckelsen. Elle a été achevée le 16 novembre 1969.

## Description
L'église a un volume cubique. Son volume intérieur est également cubique, de 8,5 m de côté, approchant ainsi la dimension « parfaite » du temple de Salomon.
Elle est construite en béton cellulaire, laissé brut à l'extérieur et peint en blanc à l'intérieur. La façade est aveugle, à l'exception de huit jours de souffrance situés en partie haute. Le toit est porté par quatre poteaux, situés au milieu de ses côtés. Le sol est laissé en béton brut.
L'accès se fait par un hall d'entrée à l'ouest, qui dessert également la sacristie. L'autel est très épuré, comme le reste du bâtiment. Au-dessus de l'autel se trouve un crucifix de bronze, réalisé par Jacob Werner Korsmeier, de Münster. Les fonts baptismaux sont faits d'un ((da)) lamineret træblok⇔bloc de bois mélaminé. L'orgue a été réalisé par Bruno Christensen, de Tinglev (da).